# Berenice Procura
Berenice Procura é um filme de drama de 2018 produzido pelo Brasil, com direção de Allan Fiterman. Inspirado no livro "Berenice Procura", escrito em 2005 por Luiz Alfredo Garcia-Roza.
No Brasil, foi lançado nos cinemas pela H2O em 28 de junho de 2018.

## Sinopse
Aos 35 anos, a taxista Berenice (Cláudia Abreu) dedica-se intensamente ao seu trabalho no Rio de Janeiro ficando sem tempo para se preocupar com a criação do filho, Thiago (Caio Manhente), um adolescente descobrindo sua sexualidade, e o seu casamento decadente com marido Domingos (Eduardo Moscovis), um repórter policial de 45 anos. As marcas do relacionamento desgastado, arruinado pelos rompantes violentos do marido, apagaram a sua vaidade que a levou a um grande vazio existencial. O assassinato de Isabelle (Valentina Sampaio), uma cantora transgênera na praia de Copacabana, acende seu lado investigativo e transforma sua vida.

## Elenco
| Atores             | Personagem       |
| Cláudia Abreu      | Berenice         |
| Valentina Sampaio  | Isabelle Deluxe  |
| Eduardo Moscovis   | Domingos         |
| Caio Manhente      | Thiago           |
| Vera Holtz         | Greta            |
| Emilio Dantas      | Russo            |
| Leonardo Brício    | Delegado Jair    |
| Fabrício Assis     | Dico             |
| Alessandro Brandão | Paola            |
| Brigitte de Búzios | Brigitte         |
| Ricardo Ferreira   | Cardoso          |
| Danubia Firmo      | Dora Devine      |
| Gabi Katz          | Vanessa Top      |
| Carol Marra        | Jessica Simpson  |
| Veggari            | Verônica         |
| Fran Burle Marx    | Tati Tatuada     |
| Guta Ruiz          | Jaqueline        |
| Gabriel Sanches    | Lola             |
| Debora Zagha       | Ketelin Surpresa |
| Thalita Zampirolli | Michelly Glamour |

## Recepção
O Papo de Cinema deu 3,5 de 5 estrelas ao longa, dizendo:"Em um cinema afundado em comédias descartáveis e produções ambiciosas que não se sustentam, é salutar e presença de um título como Berenice Procura, filme de gênero que não se envergonha dos méritos que apresenta – muito pelo contrário, os usa a ser favor com imensa habilidade". No AdoroCinema, Bruno Carmelo avaliou o filme com a nota 2/5. Em sua crítica no Omelete, Henrique Haddefinir pontuou com nota 3 de 5 indicando que é bom e disse que "não é um suspense, embora se diga um. Não é somente um drama, embora se construa como tal. Não procura tanto assim; e talvez seja exatamente por isso que ele não encontra."